# Nationaal park Kasungu
Nationaal park Kasungu is een nationaal park in het midden van Malawi, ten westen van de stad Kasungu. Het park ligt ongeveer 175 km ten noorden van de hoofdstad Lilongwe en tevens dicht bij de grens met buurland Zambia.
Kasungu National Park werd als dusdanig opgericht in 1970 en is het tweede grootste nationaal park van Malawi, met een oppervlakte van 2316 km². Het ligt ongeveer 1000 meter boven de zeespiegel. Het park staat bekend voor zijn populaties savanneolifanten, alsook voor de aanwezigheid van de sabelantilope, de roanantilope, de koedoe, de impala, het hartenbeest, zebra's, buffels, hyena's, de Afrikaanse wilde hond en de serval.

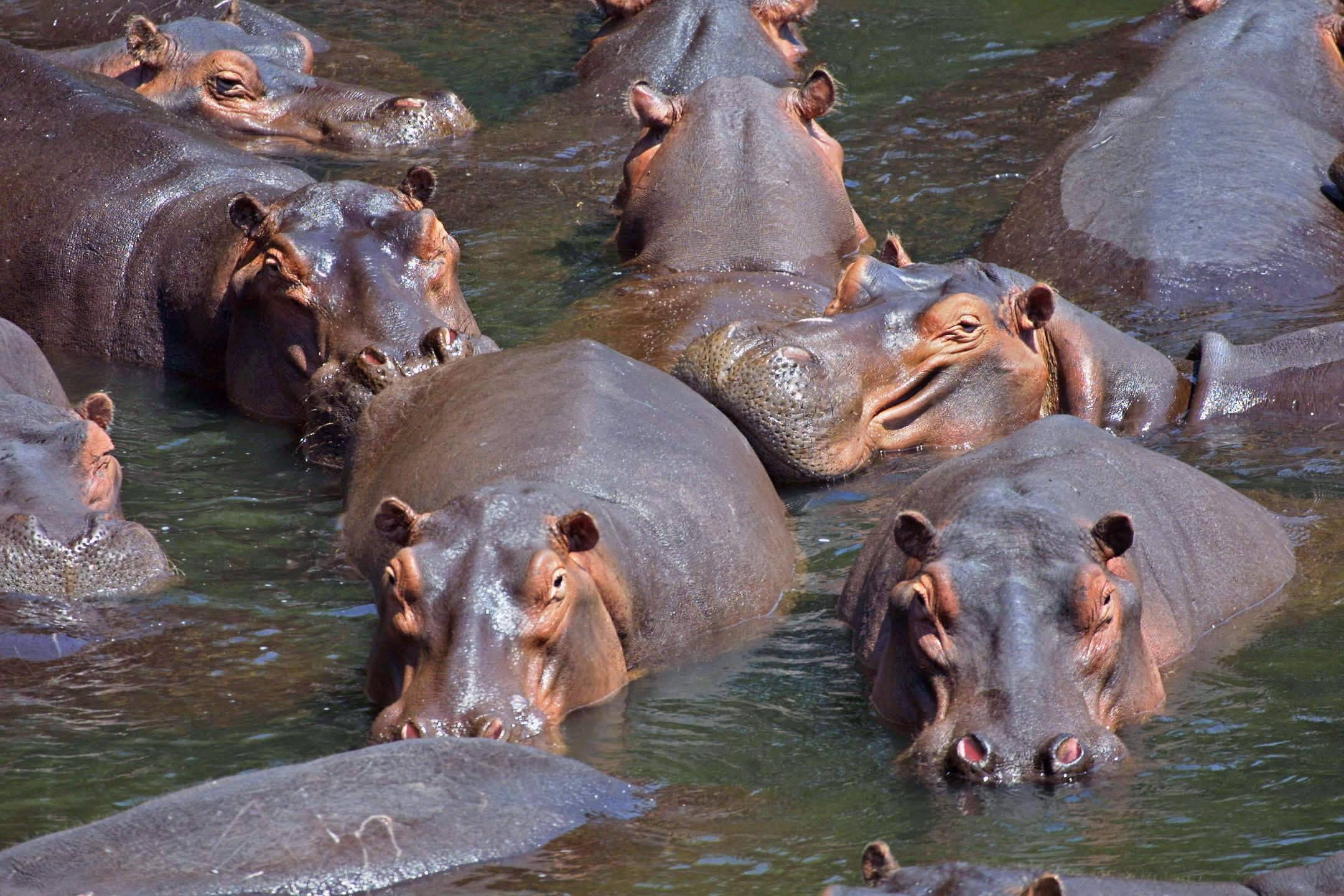
Nijlpaarden in Kasungu National Park